# Lamborghini Revuelto

Logo

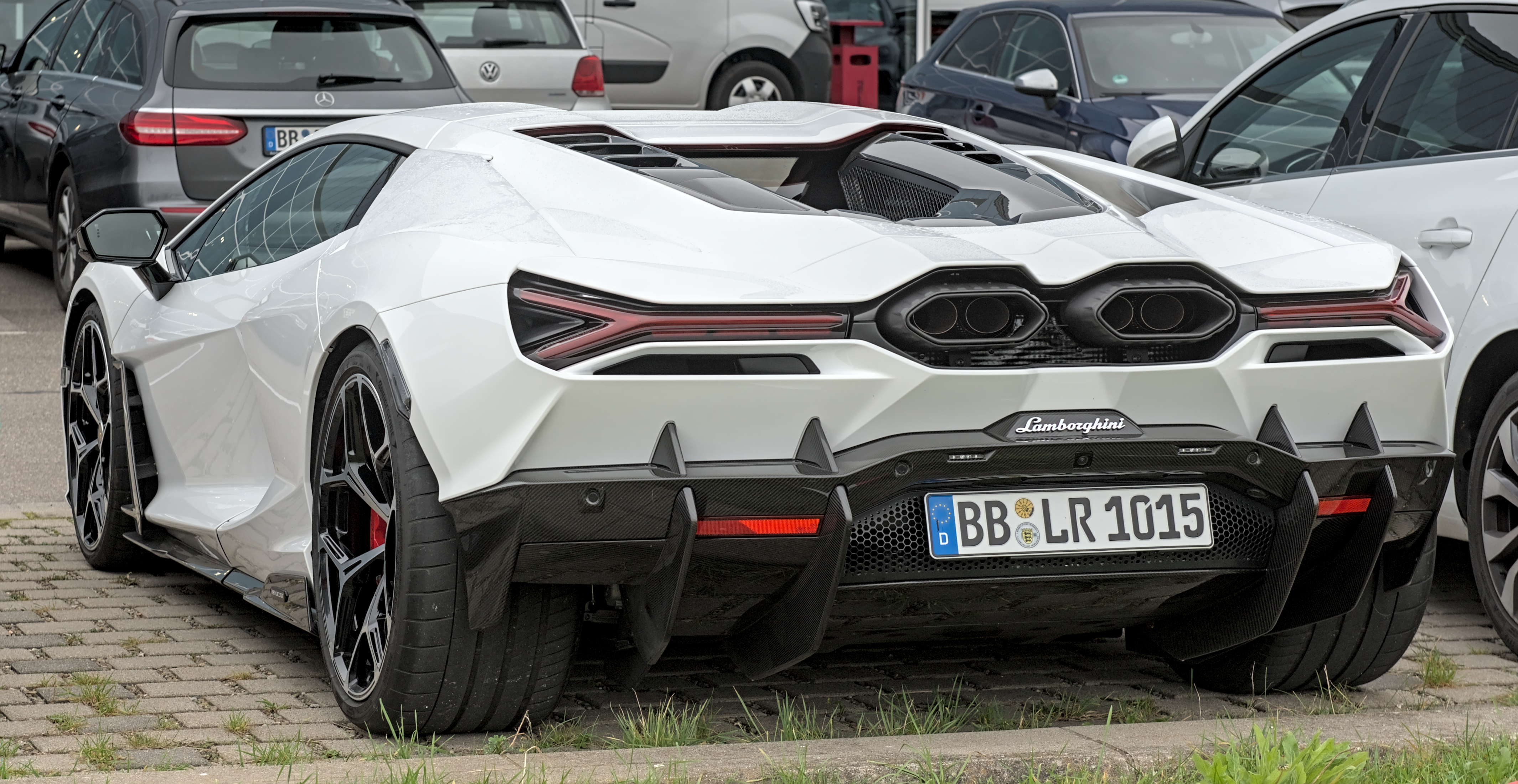
Heckansicht

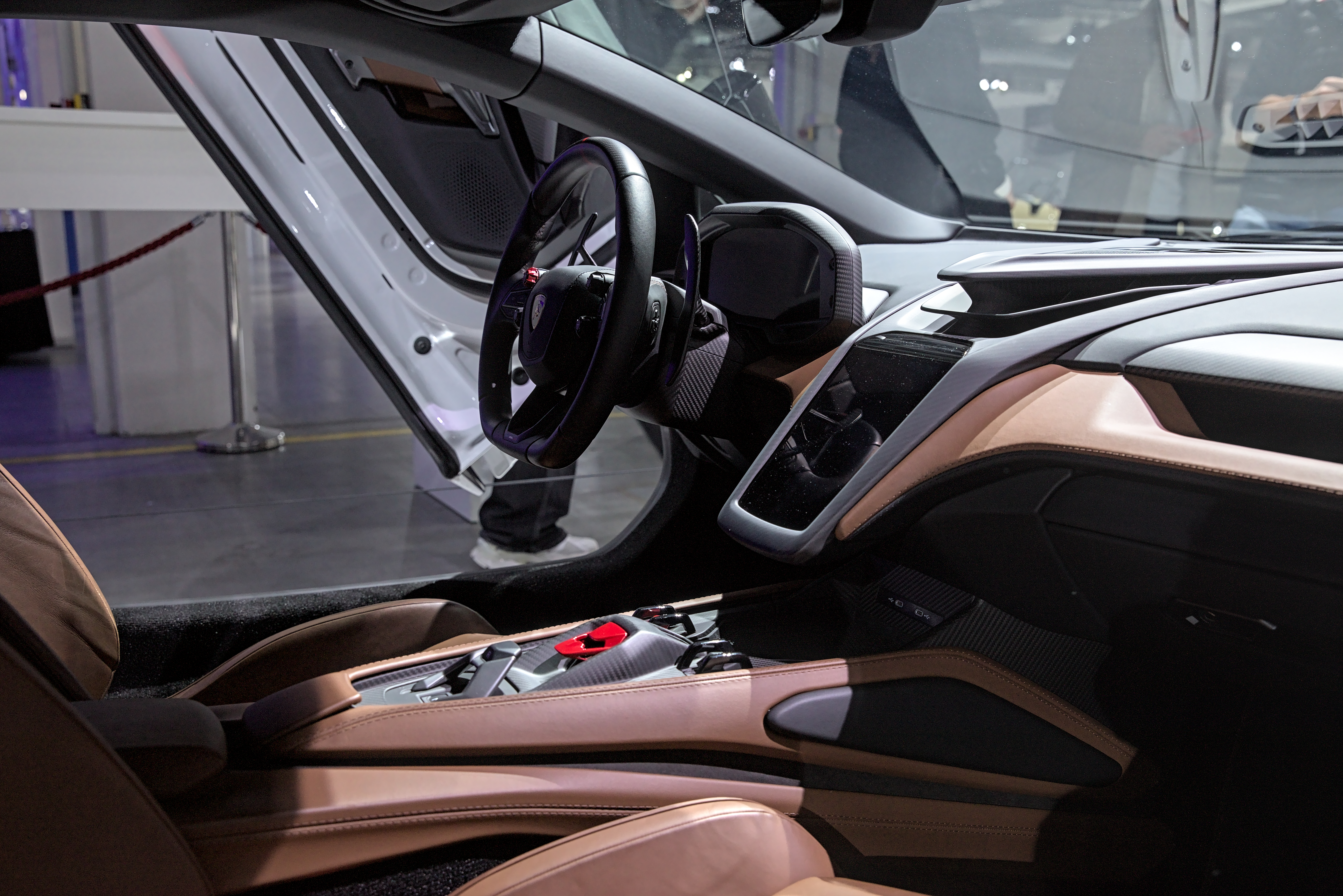
Innenansicht

Der Lamborghini Revuelto ist ein Supersportwagen des italienischen Automobilherstellers Lamborghini. Der Name Revuelto geht, wie beim Hersteller üblich, auf einen spanischen Kampfstier zurück. Außerdem bedeutet der Begriff im Spanischen „unruhig“ oder „durcheinander“.

## Geschichte
Die Produktion des Vorgängermodells Aventador endete im September 2022. Auch wenn sogenannte Erlkönige eines Nachfolgemodells zu dieser Zeit bereits gesichtet worden waren, bestätigte Lamborghini einen Nachfolger des Aventador erst im Januar 2023. Dabei hieß es, der neue Wagen solle mit Hybridantrieb gebaut werden. Am 22. März 2023 kündigte der Hersteller über Twitter die Premiere des intern LB744 genannten Fahrzeugs für die darauffolgende Woche an. So debütierte der Revuelto am 29. März 2023. Öffentlichkeitspremiere hatte er im April 2023 auf der Shanghai Auto Show. Die ersten Kundenfahrzeuge wurden im letzten Quartal 2023 ausgeliefert. Schon bei der Präsentation war der Supersportwagen bis 2025 ausverkauft.

## Technik
Das 188 kg schwere Chassis ist wie beim Vorgänger als Monocoque aufgebaut und besteht aus kohlenstofffaserverstärktem Kunststoff (KfK). Der Vorderwagen besteht aus Forged Composites, ein von Lamborghini speziell entwickelter Verbundwerkstoff. Die Karosserie besteht ebenfalls aus KfK, die Türen und das Heck aus Aluminium. Die Räder sind einzeln aufgehängt: die Vorderräder an Doppelquerlenkern, hinten ist eine Mehrlenkerachse eingebaut.
Wie der Aventador erhält auch der Revuelto einen 6,5-Liter-V12-Saugmotor mit maximal 607 kW (825 PS). Der Motor ist im Vergleich zum Vorgängermodell um 180° gedreht (mit dem Schwungrad nach hinten), das hinter ihm liegende neue 8-Gang-Doppelkupplungsgetriebe ist quer eingebaut. Unterstützt wird der Antrieb von drei Elektromotoren, zwei davon treiben die Vorderräder an und einer sitzt am Getriebe; er dient auch als Anlasser für den V12-Motor und als Generator. Der Revuelto hat einen Lithium-Ionen-Akkumulator mit einem Energieinhalt von 3,8 kWh und kann einige Kilometer elektrisch fahren. Der Akku kann auch am Stromnetz aufgeladen werden („Plug-in-Hybrid“). Die Systemleistung des Revuelto gibt Lamborghini mit 747 kW (1015 PS) an. Auf 100 km/h soll der Supersportwagen in 2,5 Sekunden beschleunigen, die Höchstgeschwindigkeit beträgt mehr als 350 km/h. Lamborghini bezeichnet den Wagen als High Performance Electrified Vehicle (HPEV).

## Technische Daten
|                                             | Revuelto |
| ------------------------------------------- | --- |
| Bauzeitraum                                 | seit Q4/2023 |
| Motorkenndaten                              | |
| Motortyp                                    | V12-Ottomotor + 3 Elektromotoren |
| Motoraufladung                              | — |
| Verdichtungsverhältnis                      | 12,6 : 1 |
| Hubraum                                     | 6499 cm³ |
| max. Leistung Verbrennungsmotor bei min−1   | 607 kW (825 PS) / 9250 |
| max. Leistung Elektromotoren                | je 110 kW (150 PS) |
| max. Systemleistung                         | 747 kW (1015 PS) |
| max. Drehmoment Verbrennungsmotor bei min−1 | 725 Nm / 6750 |
| max. Drehmoment Elektromotoren              | 350 Nm |
| max. Systemdrehmoment                       | 925 Nm |
| Kraftübertragung                            | |
| Antrieb                                     | Allradantrieb |
| Getriebe, serienmäßig                       | 8-Gang-Doppelkupplungsgetriebe |
| Bremsen                                     | Vorderachse: Carbon-Keramik (410 × 38 mm) mit Monoblock-Festsätteln aus Aluminium mit 10 Kolben Hinterachse: Carbon-Keramik (390 × 32 mm) mit Monoblock-Festsätteln aus Aluminium mit 4 Kolben |
| Felgen                                      | Vorderachse: 20 × 9,5J (21 × 9,5J optional) Hinterachse: 21 × 12J (22 × 12,5J optional) |
| Reifen                                      | Vorderachse: 265/35 ZR20 Bridgestone Potenza Sport Runflat (265/30 ZR21 optional) Hinterachse: 345/30 ZR21 Bridgestone Potenza Sport Runflat (355/25 ZR22 optional)                            |
| Messwerte                                   | |
| Höchstgeschwindigkeit                       | >350 km/h |
| Beschleunigung, 0–100 km/h                  | 2,5 s |
| Trockengewicht                              | 1772 kg |
| Kraftstoffverbrauch auf 100 km (kombiniert) | 15 l Super Plus |
| CO2-Emissionen (kombiniert)                 | 350 g/km |
| Abgasnorm                                   | Euro 6 – LEV 3 |